# Стойменов, Георгий
Георгий Стойменов (болг. Георги Стоименов; род. 17 апреля 1952, София) — болгарский боксёр, представитель полутяжёлой весовой категории. Выступал за сборную Болгарии по боксу в период 1972—1981 годов, серебряный призёр чемпионата Европы, победитель и призёр многих турниров международного значения, участник летних Олимпийских игр в Монреале.

## Биография
Георгий Стойменов родился 17 апреля 1952 года в Софии, Болгария.
Первого серьёзного успеха на международной арене добился в сезоне 1972 года, когда вошёл в состав болгарской национальной сборной и побывал на чемпионате Европы среди юниоров в Бухаресте, откуда привёз награду бронзового достоинства, выигранную в зачёте полутяжёлого веса — на стадии полуфиналов был остановлен югославом Милославом Поповичем.
В 1973 году стал бронзовым призёром международного турнира «Золотой пояс» в Румынии. Боксировал на европейском первенстве в Белграде, но попасть здесь в число призёров не смог — уже в 1/8 финала проиграл немцу Оттомару Заксе.
На чемпионате Европы 1975 года в Катовице завоевал в полутяжёлом весе серебряную медаль, проиграв в решающем финальном поединке советскому боксёру Анатолию Климанову. Также в этом сезоне стал серебряным призёром домашнего чемпионата Балкан в Софии. Принял участие в матчевых встречах со сборными ГДР и Югославии, в частности дважды выходил на ринг против титулованного югослава Мате Парлова — оба раза уступил ему.
Благодаря череде удачных выступлений удостоился права защищать честь страны на летних Олимпийских играх 1976 года в Монреале — в категории до 81 кг благополучно прошёл первого соперника по турнирной сетке, тогда как во втором бою потерпел поражение от поляка Януша Гортата.
После монреальской Олимпиады Стойменов остался в боксёрской команде Болгарии и продолжил принимать участие в крупнейших международных турнирах. Так, в 1979 году он стал бронзовым призёром чемпионата мира среди военнослужащих во Львове, получил бронзу на чемпионате Балкан в Румынии и выступил на чемпионате Европы в Кёльне, где уже на стадии четвертьфиналов первого тяжёлого веса был нокаутирован представителем СССР Евгением Горстковым.
В 1981 году на чемпионате Балкан в Пуле завоевал серебряную медаль, проиграв в финале супертяжёлого веса югославу Азизу Салиху.